# Teoria da deriva
A Teoria da deriva é da autoria do pensador situacionista Guy Debord. Foi criada em 1958 e publicada, em esboço, na Revista Internacional Situacionista. 

## Método

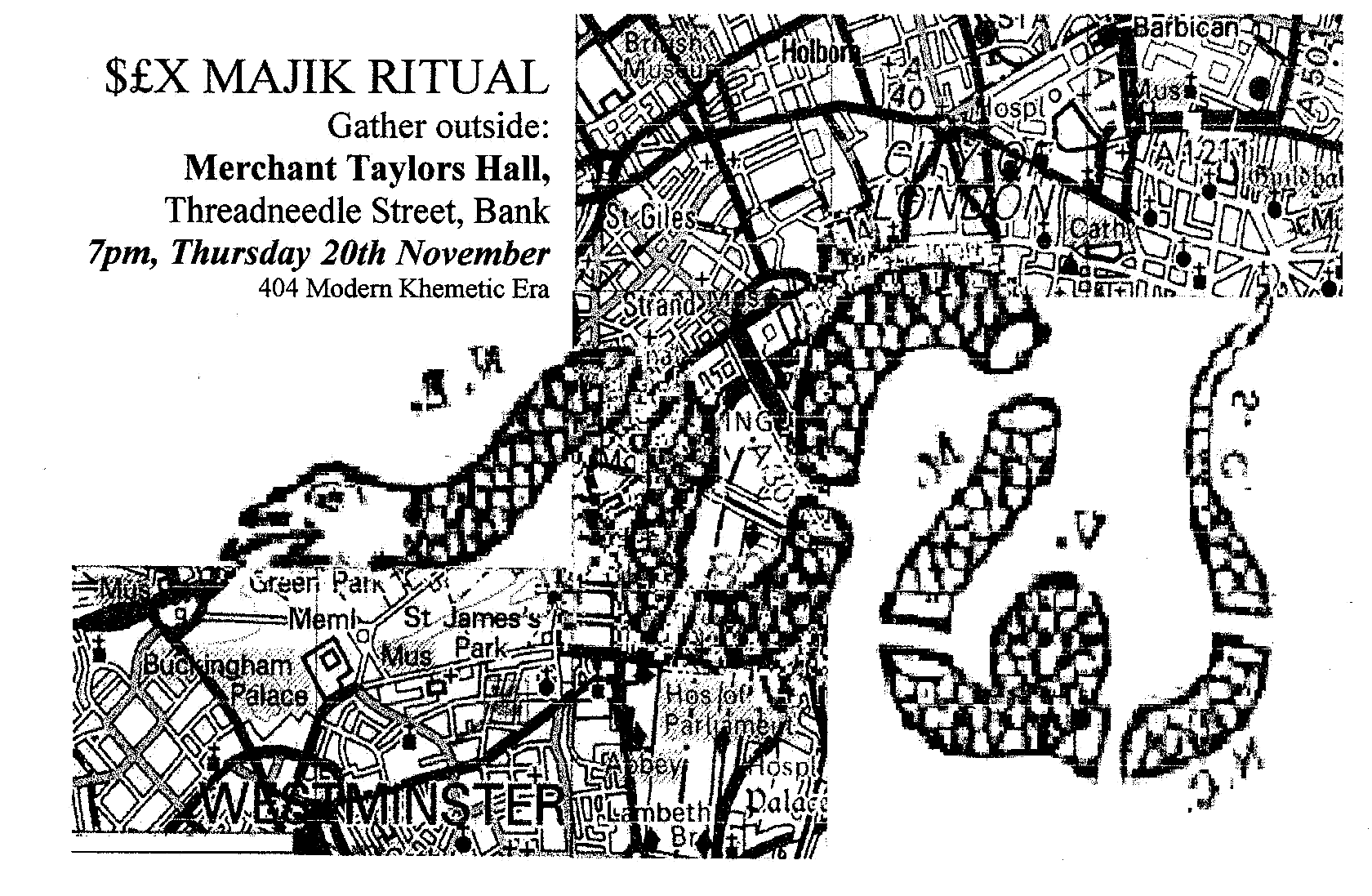
Poster de 2004 anunciando uma grande deriva em Londres organizada por uma associação de psicogeógrafos

Desde então vários investigadores, de meios académicos ou não, têm desenvolvido estudos urbanos simples ou aprofundados sobre o tema em dissertações e teses. Muitas pessoas que hoje estudam geografia urbana recorrem à deriva como forma de pesquisa e de praxis política.
A deriva é um procedimento psicogeográfico: estudar os efeitos do ambiente urbano no estado psíquico e emocional das pessoas que a praticam. Partindo de um determinado lugar, a pessoa ou grupo que se lança à deriva seguirá uma rota indefinida, deixando que o próprio meio urbano 'os leve' ao acaso,  pelo caminho que segue.

## Teoria
Quem deriva terá no entanto todo o interesse em traçar um mapa do seu percurso. Esse mapa ilustrará anotações que servirão para compreender os motivos que o leva a seguir este ou aquele caminho: virando à direita ou à esquerda e não seguindo em frente, parar em certa praça e não em outra, perceber em suma por que razão a mente induz sensações agradáveis ou desagradáveis.
Tem a teoria em vista transformar o urbanismo, a arquitetura e a cidade. Na prática, consiste em construir ou reconstruir um espaço em que todos os habitantes são agentes construtores e em que a cidade é vista como um todo.
Estas ideias, formuladas pela Internacional Situacionista entre as décadas de 1950 e 1970, consideram que o meio urbano em que vivemos é motivador da deriva, tornando a cidade um espaço de liberdade.